# 小行星4407
小行星4407（4407 Taihaku）是一颗围绕太阳公转的小行星。1988年10月13日，小石川正弘在仙台市发现了此天体。
該小行星以日本宮城縣仙台市太白區命名。
这颗小行星的绝对星等为88.63148592271985等。